# Maine Narrow Gauge Railroad Museum

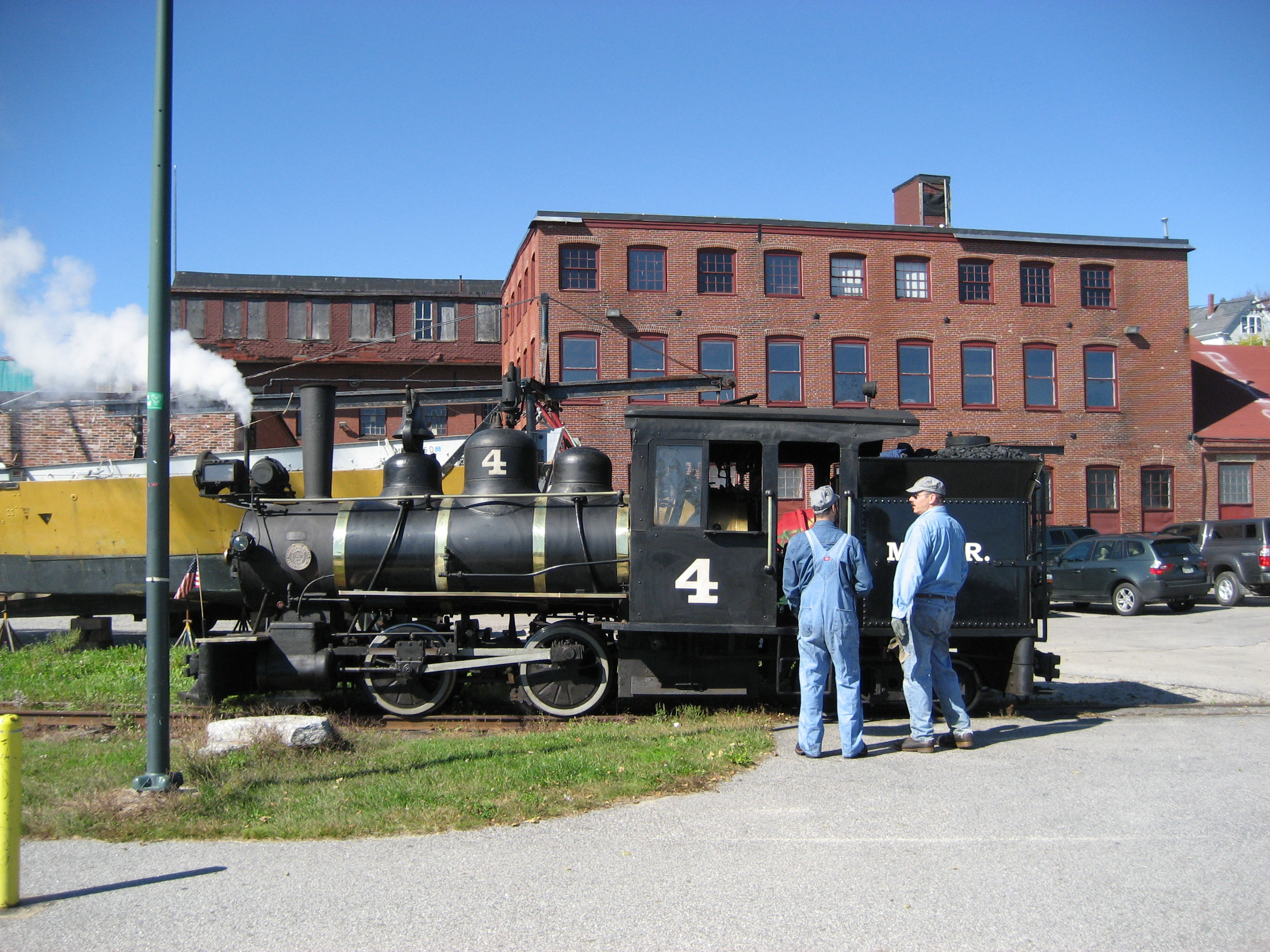
Lok 4 am Maine Narrow Gauge Railroad Museum

Das Maine Narrow Gauge Railroad Museum (Schmalspurbahnmuseum Maine) ist ein Eisenbahnmuseum in Portland (Maine). Es wurde 1993 gegründet, nachdem die Edaville Railroad, eine Museumsbahn in Massachusetts, 1991 wegen finanzieller Probleme stillgelegt werden musste. Die Fahrzeuge dieser Bahn, die großteils von den ehemaligen Schmalspurbetrieben in Maine stammten, wurden im September 1993 nach Portland überführt. Das Museum befindet sich an der Casco Bay auf dem Gelände der Portland Company, die auch einige der Schmalspurlokomotiven, die in Maine eingesetzt waren, gebaut hatte. Es verfügt auch über eine etwa 2,5 Kilometer lange Eisenbahnstrecke in der Spurweite von 610 Millimetern (2 Fuß). Die eingleisige Museumsstrecke verläuft entlang der Küste parallel zur Fußgängerpromenade auf der Trasse der in diesem Bereich stillgelegten Bahnstrecke Portland–Island Pond.
Regelmäßig verleiht das Museum Fahrzeuge seiner Sammlung für kurzzeitige Ausstellungen. So fuhr die Lok 3 der Monson Railroad 1997 anlässlich der 175-Jahr-Feier am Bahnhof in Monson und 2001 zur 200-Jahr-Feier in Strong. Auch an das Museum der Wiscasset, Waterville and Farmington Railroad wurde diese Lok zeitweise verliehen. Der Schienenbus der Bridgton and Saco River Railroad wurde zu einer Unabhängigkeitstagfeier in Bridgton ausgestellt sowie bei Phillips auf der dortigen Museumsstrecke eingesetzt. Weitere Fahrzeuge des Museums sind die Loks 7 und 8 der Bridgton&Saco River, die Lok 4 der Monson Railroad sowie die aus einem PKW umgebaute Motordraisine der ehemaligen Sandy River and Rangeley Lakes Railroad.

## Umzug
Der Vertrag zur kostenfreien Nutzung des Museumsgebäudes lief zum 30. September 2007 aus. Der Eigentümer kündigte an, ab Oktober 2007 eine jährliche Miete von 65.000 US-Dollar zu verlangen. Seit 2010 suchte man für das Museum einen neuen Standort. Im Mai 2012 wurde bekannt, dass man sich um einen Umzug nach Gray nördlich von Portland bemüht und eine Museumsstrecke auf der Trasse der früheren Portland–Lewiston Interurban Railroad aufbauen wolle. Die Verträge mit der Stadt Gray und der Central Maine Power Company, der die Trasse der ehemaligen Überlandstraßenbahn gehört, konnten im April 2014 unterzeichnet werden. Die Eröffnung ist für Mai 2017 vorgesehen. Eine zwei Meilen (ca. 3,2 km) lange Museumsstrecke auf der früheren Interurban-Trasse soll ebenso zum Museum gehören wie ein originalgetreuer Nachbau des Bahnhofs Randolph der Kennebec Central Railroad.